# 包伯·拉札
包伯·拉札（英語： /bɒb ləˈzɑːr/，1959年1月26日—）全名勞勃·史考特·拉札，他是一名具有爭議性的人物，他宣稱曾經在51区附近的S4測試場工作，當時他是以科學家與工程師的身份針對外星科技進行逆向工程研究。

## 出名原因
他宣稱在1988年至1989年期間曾經以物理學家的身分在S4設施工作過，傳說S4設施位於内华达州51区西南方的嬰兒湖。根據他的描述，S4作为隱密的軍事設施主要是用逆向工程來研究外星航天器。他宣稱在當時他看到有9架不同的外星航天器，其中一架碟形外星航天器的研究工作被分配給他，並且他還公開提供推進技術與碟形外星航天器的技術細節給媒體，他把這個碟形外星航天器稱之為跑車型飛碟。他還宣稱外星航天器必須使用燃料才可以達到高速飛行並且航行在外太空。當時外星航天器的燃料稱之為第115號元素，但是它在當時尚未被發現，直到2003年才被杜布纳联合原子核研究所及勞倫斯利福摩爾國家實驗室成功合成。他宣稱當時在地球上有500磅的第115號元素，全部都是用在51區的測試實驗。利用質子高速撞擊第115號元素，會變成第116號元素，然後會立即衰退。產生的第116號元素會變得不穩定並且會開始分裂，釋放大量的能量。根據他的描述，燃料發生的整個過程會讓外星航天器打破傳統的牛顿万有引力定律，被推向外层空间。
他的可信度曾經遭受到質疑，學校沒有他的入學記錄，而只有社区学院的入學證明。
在1980年代早期，他出現在Omni科學雜誌的一篇文章，這是他首次現身在媒體報導。他曾經也現身在拉斯维加斯當地的電視新聞，並且還討論他在S4設施與51區的親身經歷。新墨西哥州洛斯阿拉莫斯監視新聞報還曾經以頭條報導他自行組裝的噴射引擎賽車，他宣稱曾經受過美國國家航空暨太空總署的補助並且協助組裝。甚至還有文章描述他是洛斯阿拉莫斯介子物理設施物理学家。

## 人物背景
他宣稱具有加州理工學院與麻省理工学院的學位，但是洛杉磯時報在1993年調查過他的個人背景，無法證明這兩所學校與他有關。史丹頓·佛烈德曼只能實質上證明他在1970年代通過洛杉磯皮爾斯社區大學的电子学課程。他曾經是一名自營業的檔案相片處理師。他的教育與專業背景都無法驗證或反駁，他和他的支持者把這個問題歸咎於美國聯邦政府在幕後任意竄改並刪除他的入學記錄，因為他公布S4設施與51区還有外星航天器的相關細節，他認為美國聯邦政府是為了他的洩密行為而抹黑他，他還宣稱曾經受到不明人士的恐嚇威脅。
洛杉磯時報在1991年報導他在内华达州克拉克郡被判處3年保護管束與社區服務，罪名是他為非法妓院安裝電腦系統，雖然妓院在内华达州有一部分地區是合法的，但是性交易在克拉克郡是非法的。
2017年，联邦调查局與新墨西哥州警察一起突襲搜索他的公司，他推測聯邦調查局可能是來回收第115號元素，他表示這是從政府實驗室取得的化學物質。根據資訊自由法的要求，表示這次突襲是謀殺案的調查工作之一，調查他的公司是否出售铊元素給密西根州的謀殺嫌犯，最後拉札本人沒被列入相關嫌疑人。
2019年，他把公司從新墨西哥州搬遷到俄勒冈州。

## 逆向工程

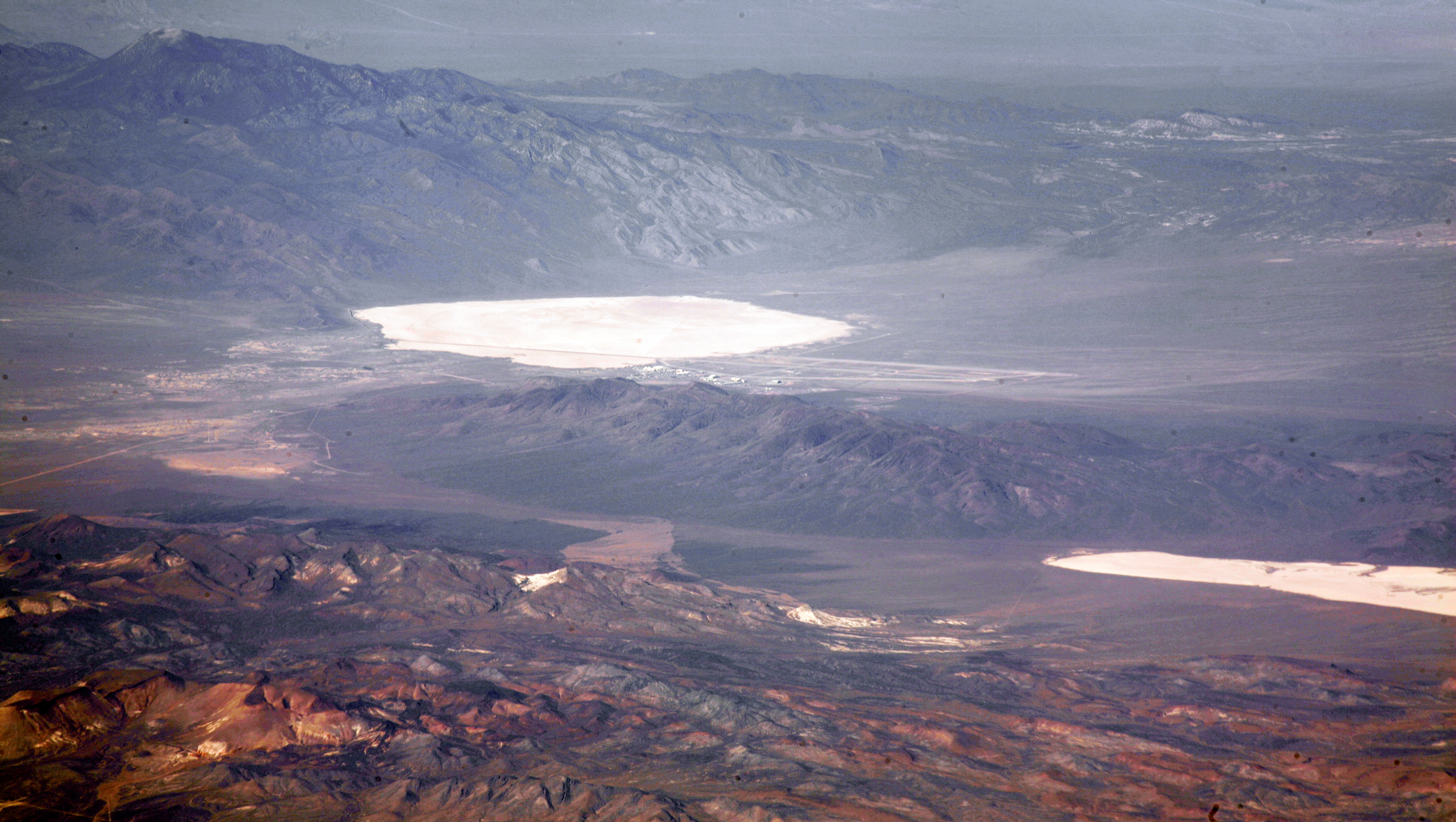
古魯姆湖位在左上方，嬰兒湖位在右下方

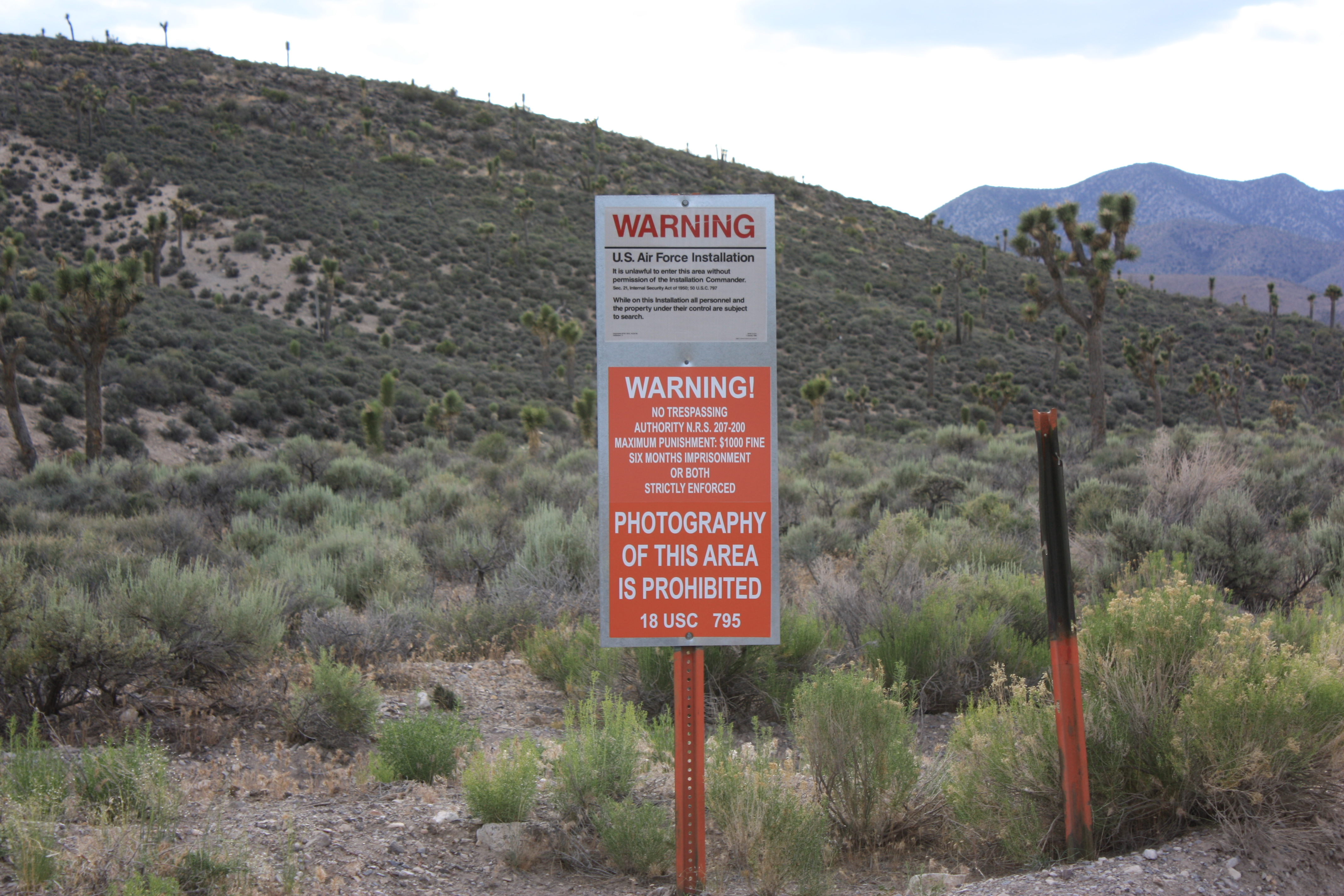
51区的大門口

在1989年11月，他在KLAS電視台接受调查报导記者喬治·奈普的專訪，討論他曾經在S4設施工作的傳聞，他宣稱S4設施位在51区附近。他在受訪中指出，當時他看到幾架外星航天器，最初他以為這些是人類製造的秘密飞行器，當時他還以為他是要來負責進行不明飞行物的飛行測試報告。在進一步測試與閱讀各項簡報之後，他才了解到這些飞行器都是外星太空載具。在他受訪時的證詞中指出，在他首次進入碟形外星太空載具之後，他對它有了很深刻的印象。他還宣稱曾經在洛斯阿拉莫斯国家实验室的洛斯阿拉莫斯介子物理設施參與過使用近半英里長的直線粒子加速器進行實驗。喬治·奈普宣稱在1982年洛斯阿拉莫斯國家實驗室電話簿找到他的名字，也找到1982年新墨西哥州洛斯阿拉莫斯監視新聞報以頭條新聞報導「拉札，一名洛斯阿拉莫斯介子物理設施物理学家」。
他宣稱自碟形外星太空載具的推進系統得知它是以第115號元素作為燃料之用。據傳聞第115號元素會產生極微小的重力場，而這個極微小的重力場可以像液体般被輸送並增強放大，因為它的重力場會延伸至每個原子的電子層外圍。基本上這就是它被拿來取用的方式，然而在細節上還是不太清楚。據說它產生的結果會造成一個極具有方向性的重力場，並且會使周圍的空間扭曲。再者，還宣稱第115號元素的原子在持續受到質子撞擊下會產生反物质粒子，在歷經極高效率的能量產生過程後，會用來供給外星太空載具的所有器材包含系統與子系統。他宣稱當時每一架外星太空載具的核燃料大約有2千克，依當時的數量計算距離補充燃料之前這些外星太空載具可以使用好幾年的時間。外星太空載具的底部有架設3個可獨立控制方向的重力產生器，類似波导管，產生的重力場會壓縮周圍的時空，以致於縮短星際航行間的距離與時間。他宣稱當時他所收到的工作簡報內容有描述外星生命在地球上的活動已有超過10萬年的歷史。這些外星生命來自网罟座ζ的第1與第2星球，他們是澤塔雙星人，也就是我們所熟知的小灰人。

他的經歷受到眾多媒體的關注與爭論，不僅有支持者也有人士對此抱持懷疑的態度，包括曾經調查過他個人背景的幽浮學者史丹頓·佛烈德曼也是對此表示懷疑。史丹頓·佛烈德曼宣稱他是一名騙子並謊稱曾經入學麻省理工学院，他甚至記不清楚他自己的碩士學位是哪一年取得。麻省理工学院沒有任何一名教授記得他是誰，也沒有他在麻省理工学院的相關照片。對於他描述的外星太空載具，物理学家大衛·摩根博士以科學角度逐一駁斥相關細節，特別是針對推進系統與第115號元素。
|             | 閱讀完包伯·拉札的51區UFO推進系統物理学之後，我的結論是，假如他所描述的情節為真，這將完全推翻一部分已證實的物理理論，也就是說他所描述的情節是不可能發生的。以科學立場來說，他所描述的情節是有問題的。他在很多場合明顯表現出缺乏對現今物理理論的理解。 |
| ——大衛·摩根 | |

他宣稱的S4設施位於內華達州測試暨訓練場內，在嬰兒山脈附近，經由泥土道路直通S4設施。他描述S4設施的整體細節，以及黑色公車載送他到S4設施的過程，在廂座上他只能看到前方的風景，因為兩邊的窗戶都被塗黑。他宣稱S4基地本身內建於山脉，總共有9個飛機棚的大門在關閉時傾斜並符合山脉的斜度，大門有做偽裝以符合山脉與荒漠的颜色。在地面上從S4設施本身的地理位置來觀察，它被保護在孤立的谷地內。根據他的描述，在飛機棚內有实验室，並且有科学家在研究外星太空載具。《51區S4》一詞出現在極具爭議性的MJ-12文件上，但是整份文件被联邦调查局標示為偽造。由美國聯邦政府視為高度機密的51區被媒體公開報導。

## 新聞媒體
| 時間 | 影片名稱與首字母 | 影片名稱與首字母                             | 說明                 |
| ---- | ---------------- | -------------------------------------------- | -------------------- |
| 1990 | Y                | 《矢追純一UFO採訪特別報導第三部》            | 電視紀錄片           |
| 1991 | T                | 《包伯·拉札的影帶...以及來自政府聖經的摘錄》 | 電視紀錄片           |
| 1994 | M                | 《外星人之謎》                               | 《未解之謎》         |
| 1995 | A                | 《51區》                                     | 《UFO日記》          |
| 1995 | S                | 《黑色世界的秘密》                           | 電視紀錄片           |
| 1996 | D                | 《夢境之地：51區》                           | 電視                 |
| 1996 | A                | 《外星人》                                   | 《Future Fantastic》 |
| 1997 | A                | 《51區：外星人採訪》                         | 電影                 |
| 1997 | U                | 《UFO: Above and Beyond》                    | 電影                 |
| 1998 | M                | 《喬治·奈普的洛杉磯UFO互動網絡》             | 談話節目             |
| 2000 | C                | 《近距離接觸：接觸外星人的證據》             | 電影                 |
| 2000 | E                | 《無法解釋的接觸事件》                       | 电视节目             |
| 2002 | G                | 未命名（2002年5月15日播出）                  | 《伽利略》           |
| 2003 | A                | 《外星接觸》                                 | 《旅遊怪譚》         |
| 2004 | C                | 《陰謀論？：51區》                           | 電視節目             |
| 2005 | D                | 《丹·艾克洛德解碼UFO》                       | 電影                 |
| 2012 | A                | 《51區》                                     | 《美國的秘密之書》   |
| 2021 | I                | 《51區的內幕》                               | 《美國的秘密之書》   |
| 2018 | B                | 《包伯·拉札：51區與飛碟》                    | 电影旁白：米基·洛克  |

## 外部連結
- 官方网站 / 鏡像站（页面存档备份，存于）
- 包伯·拉札在互联网电影资料库（IMDb）上的資料（英文）
- United Nuclear - 包伯·拉札的私人公司（页面存档备份，存于）
- The Bob Lazar Corner（页面存档备份，存于）